# Кампсис гібридний
Кампсис гібридний (Campsis x hybrida) — вид дерев'янистих багаторічних листопадних ліан з роду кампсис (Campsis) родини бігнонієвих (Bignoniaceae). Це — гібрид кампсиса далекосхідного і кампсиса американського (Campsis grandiflora х Campsis radicans), який з'явився в 1883 році. Гібрид був описаний вперше італійським ботаніком і натуралістом Роберто де Візіані (Roberto de Visiani) в 1859 році. Назву campsis tagliabuana ліана отримала на честь братів Alberto Linneo і Ausonio Tagliabue. Ймовірно, вперше гібрид виявлений приблизно в 1850 році в садах принца Помпео Літта в Лайнате. Рослина отримала нагороду від Королівського садівничого товариства.

## Опис

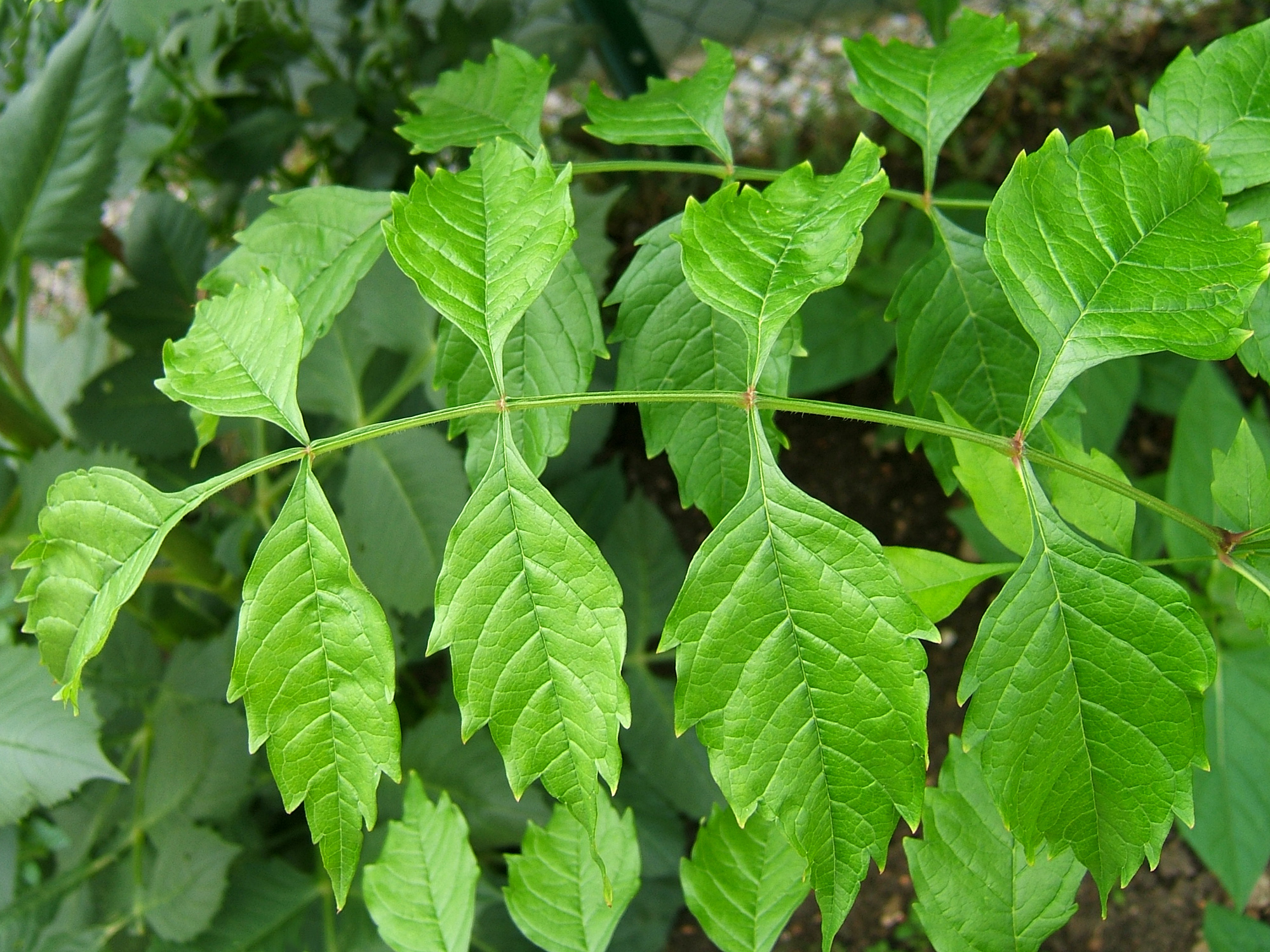
Листя

Росте у вигляді чагарника з розлогою кроною, також – як чіпка ліана, у помірному і субтропічному кліматах. За допомогою своїх чіпких вусиків (див. Коріння надземне) ліана може досягати висоти від 4 до 10 метрів. Листя складне, непарноперисте, темно-зелене зверху, знизу - блідувате, 25-40 см завдовжки, складається з супротивних 7-15 невеликих овальних листочків із зубчастими краями 7-10 см завдовжки і 3-4 см завширшки. З червня по вересень на верхівкових суцвіттях однорічних пагонів з'являються трубкоподібні слабозигоморфні квітки, зібрані у суцвіття - складну китицю. Квітки за розміром схожі на цвіт кампсиса великоквіткового. Квіти - лійкоподібні, 8 см завдовжки і 5-7 см завширшки. 

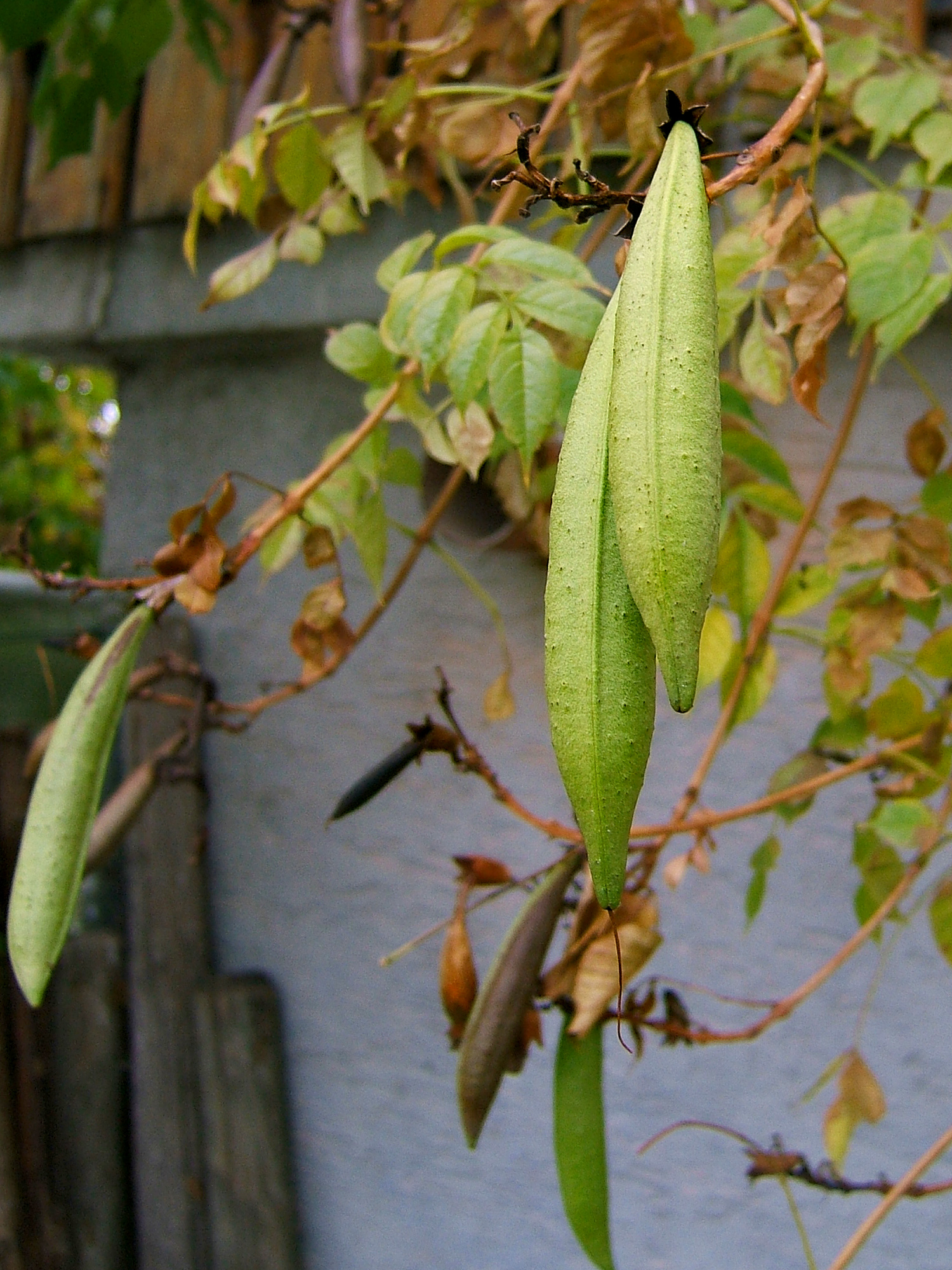
Плоди

 Гермафродитні квітки переважно від помаранчевого до цегляно-червоного кольору складаються з п’яти дзвоникоподібних м’ясистих чашолистків і п’яти лійкоподібних зрощених пелюсток. Вони мають дві довші та дві коротші вигнуті тичинки. Верхня зав'язь оточена дискусом, що виділяє нектар. Залежно від місця проростання, квіти запилюють колібрі, або - бджоли, метелики та інші комахи. Утворюються плодові коробочки, які містять крилаті насінини. Посухостійка рослина, має розгалужену кореневу систему, здатну отримувати вологу з глибоких шарів ґрунту.

## Використання

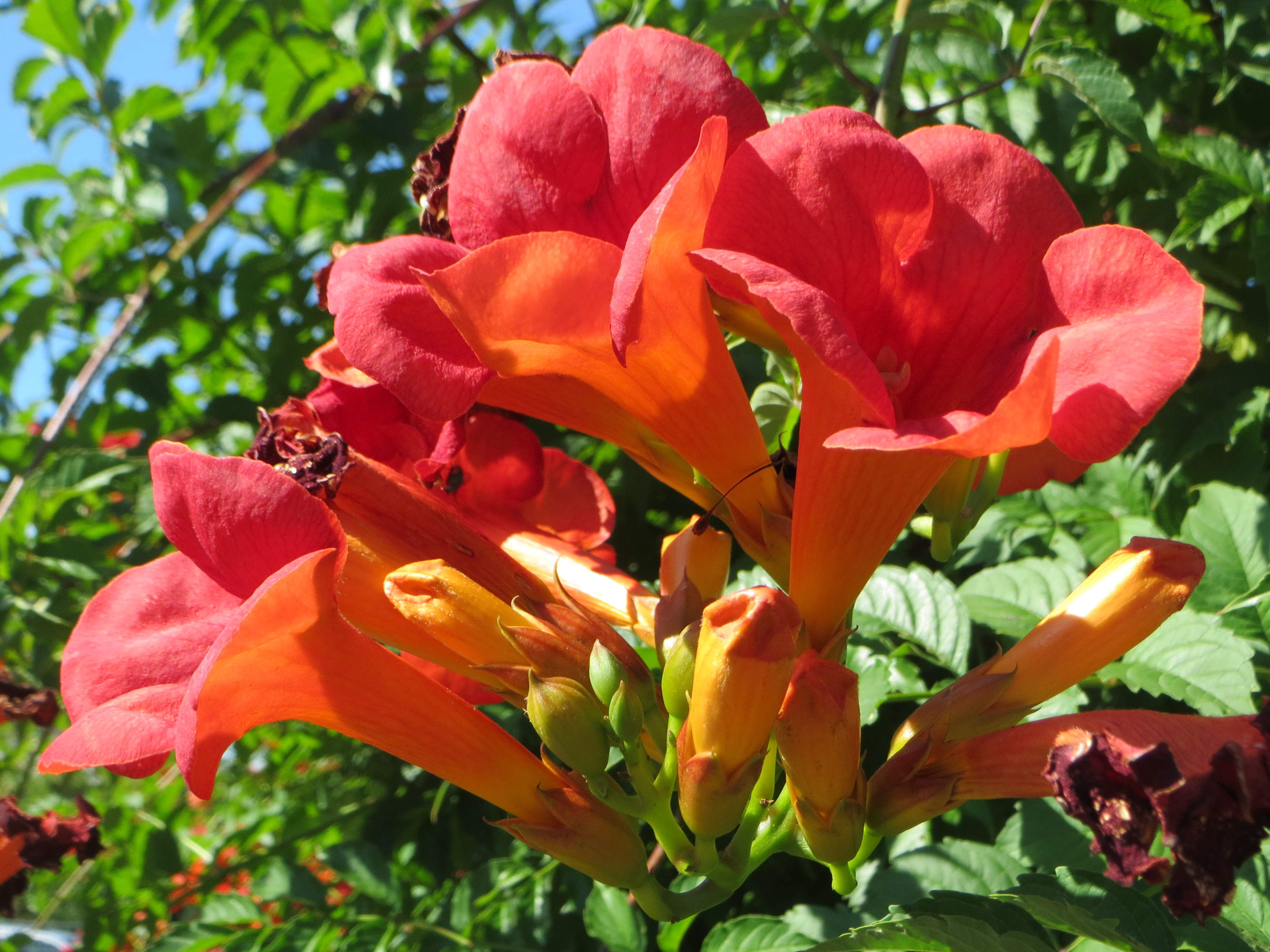
На верхівковому суцвітті за сезон зацвітає кілька десятків квітів

Використовується для вертикального озеленення терас, стін, огорож, альтанок, пергол, трельяжів, добре виглядає на фігурних підпорах (куля, піраміда) на газонах. Декоративна цінність у великих пір'ястих листках, пишних квітах, а також тривалому цвітінні.
Ліана росте як на піщаному, так і на суглинному ґрунті з pH від 6,1 до 7,8. Гібрид переносить мінусові температури приблизно до -20 °C. Це робить його більш чутливим до морозу, ніж кампсис американський, і тому рослина може потребувати захисту взимку.

## Сорти
- «Madame Galen» (Mme Galen)

- Indian Summer "(" Kudian)
- Dancing Flame (Dancing Flames
- Huidan), Rouge Orange
- Tarantella, Tracamp (Orangeade)

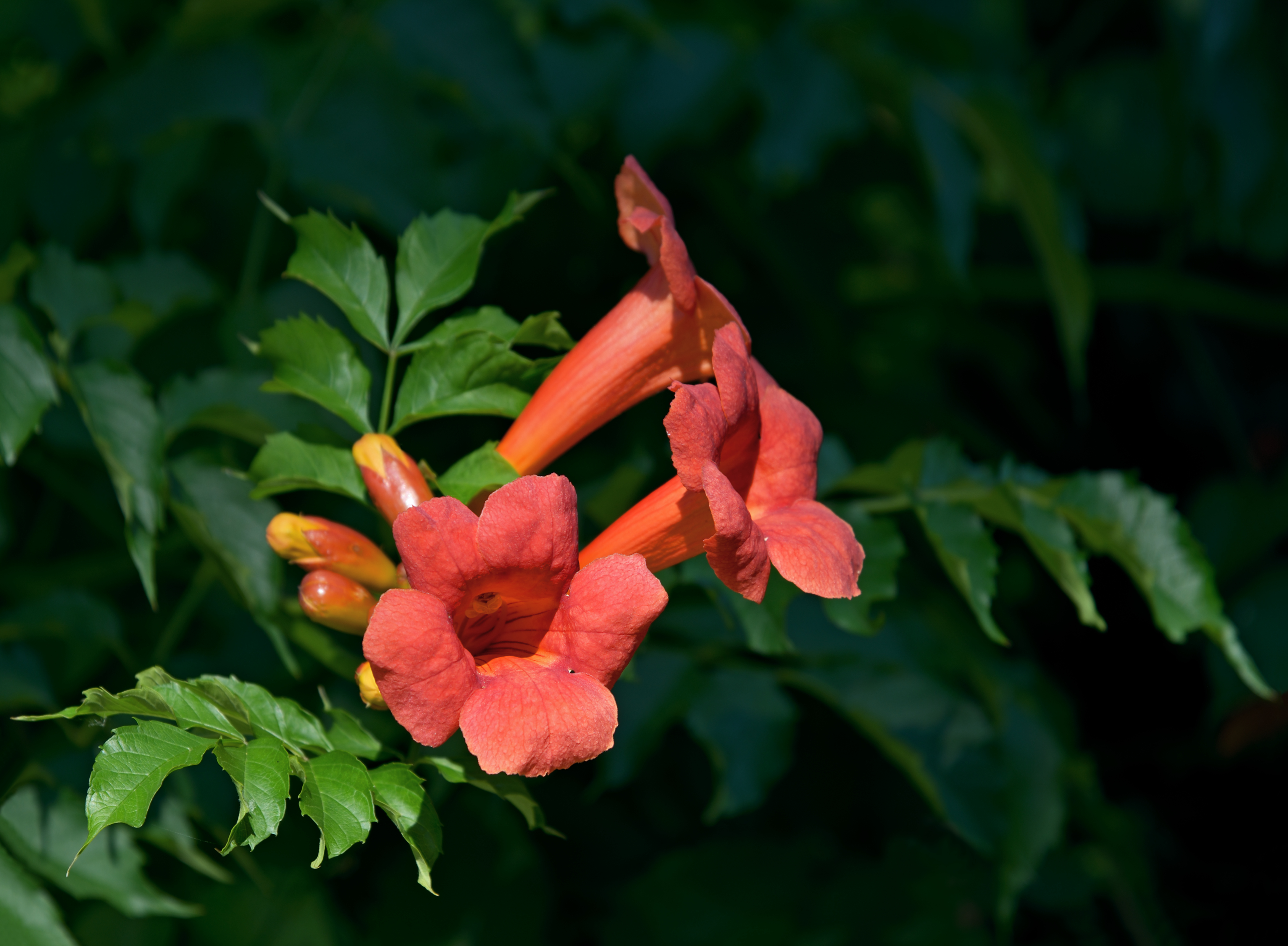
"Мадам Ґален"

- Takarazuka Fresa (Summer Jazz Fire)
- Takarazuka Yellow (Summer Jazz Gold).

## Догляд
Світлолюбний, але в теплому кліматі може рости в легкій півтіні. Воліє рости на помірно вологих і багатих пухких суглинках, але може рости і на звичайному садовому, не любить тривалого перезволоження або застою вологи, а також не хоче спеки.

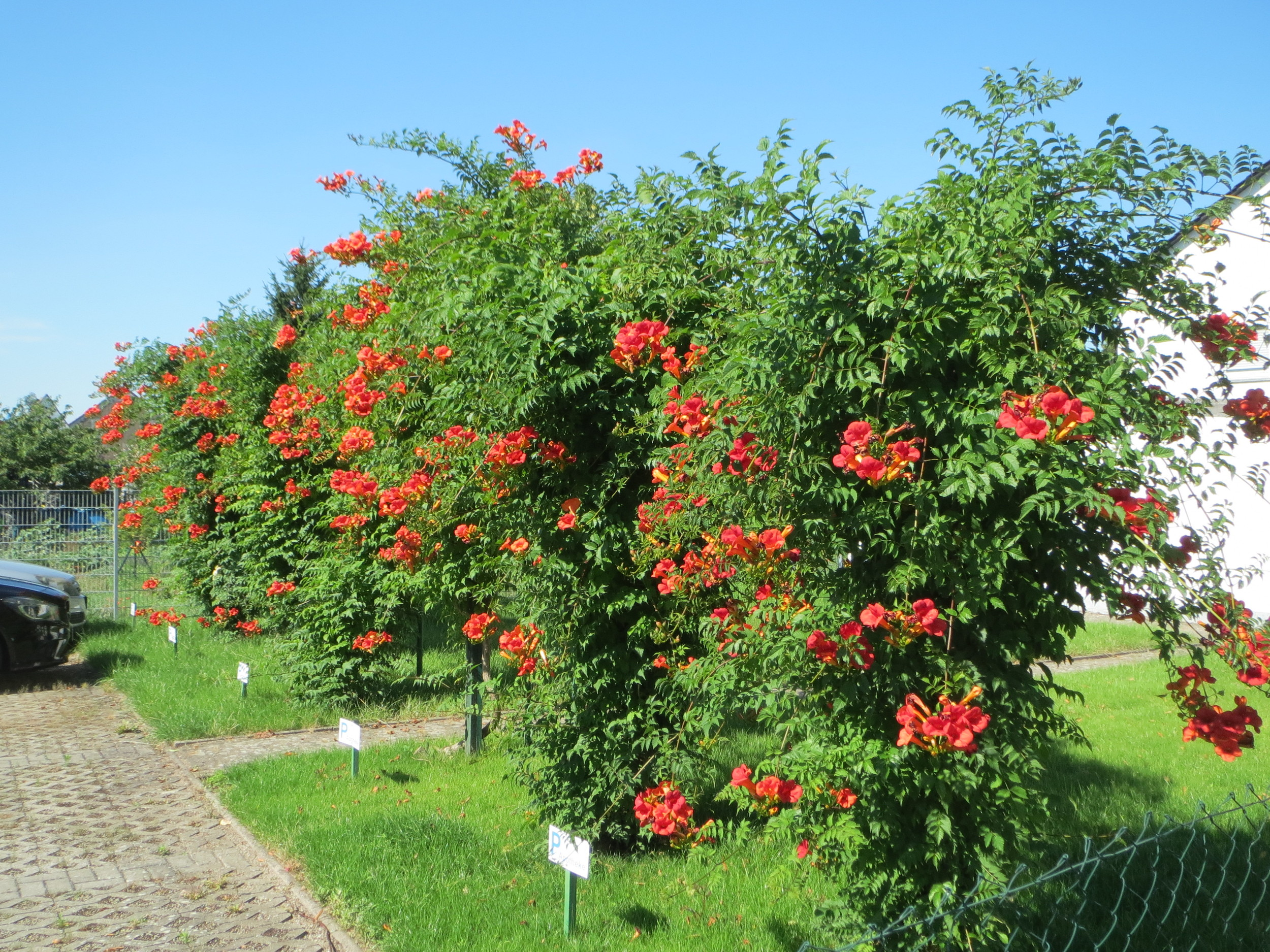
Молоді саджанці у вигляді чагарника

 Садять ранньою весною, до цвітіння рослини.
Перше літо рекомендується вирощувати кампсис в контейнері, на зиму переносити в холодний погріб. Опору на більшій частині України рекомендується робити знімною (наприклад з синтетичного шнура). Перед настанням морозів рослину знімають разом з опорою і укладають на землю. Рослину накривають ялиновим гіллям і на нього рекомендується постелити поліетиленову плівку, на яку можна накидати сухих рослинних залишків. Молоді рослини треба прив'язувати до опори. У спекотні дні, щоб добитися рясного цвітіння, поливати кампсис треба щедро і регулярно. Корисно замульчувати ґрунт біля коріння тирсою або торфом. Поряд з кампсисом можна посадити багаторічні рослини для збереження вологости ґрунту.

### Обрізка
Легко переносить обрізку, але в холодних районах цього робити не рекомендується, оскільки рослина після неї пізно зацвітає і не встигає закінчити вегетацію.

### Розмноження
Щоб кампсис зацвів на рік чи на третій рік, розмножується здерев'янілими або молодими зеленими живцями. Також множиться відсадками, кореневим поростом і насінням. Рослина, вирощена з насіння, зацвітає через кілька або й більше років. У кліматичних умовах України насіння визріває лише у південних регіонах.

### Висаджування
Найліпше місце – південний бік споруди, сонячне місце, захищене від протягів і холодних вітрів. Викопується ямка, проміром приблизно півметра і глибиною до 60 сантиметрів. До ґрунту додають піввідра перегною і 0,5 кілограма комплексного мінерального добрива. Для дренажу на дно ями бажано насипати дрібний гравій, керамзит або пісок. Заздалегідь потрібно передбачити опору, по якій ліана буде чіплятися. Не вибаглива до ґрунту рослина, але для гарного і рясного цвітіння їй бажаний родючий і добре розпушений ґрунт.

### Хвороби і шкідники

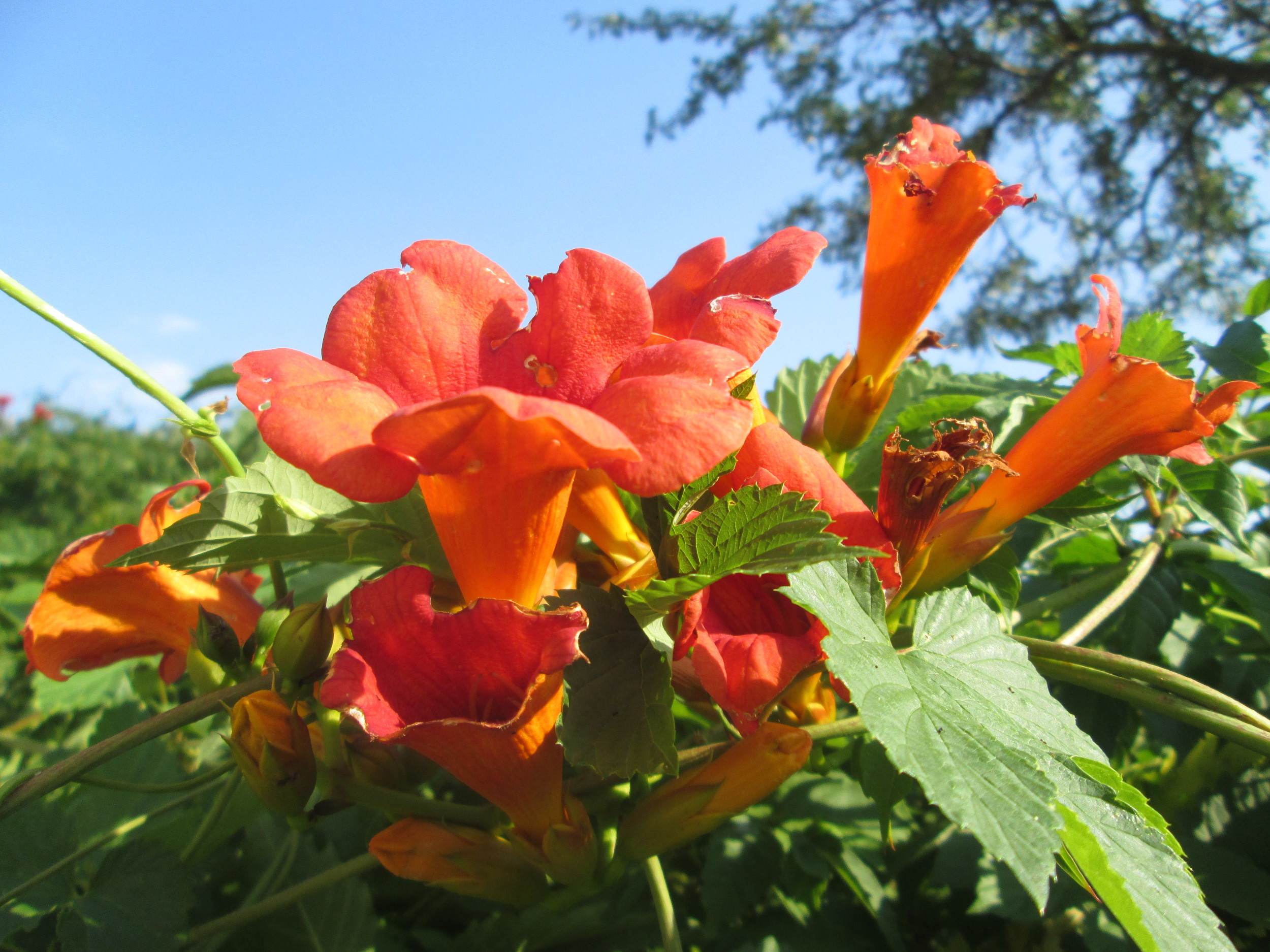
Цвіт, пошкоджений шкідниками

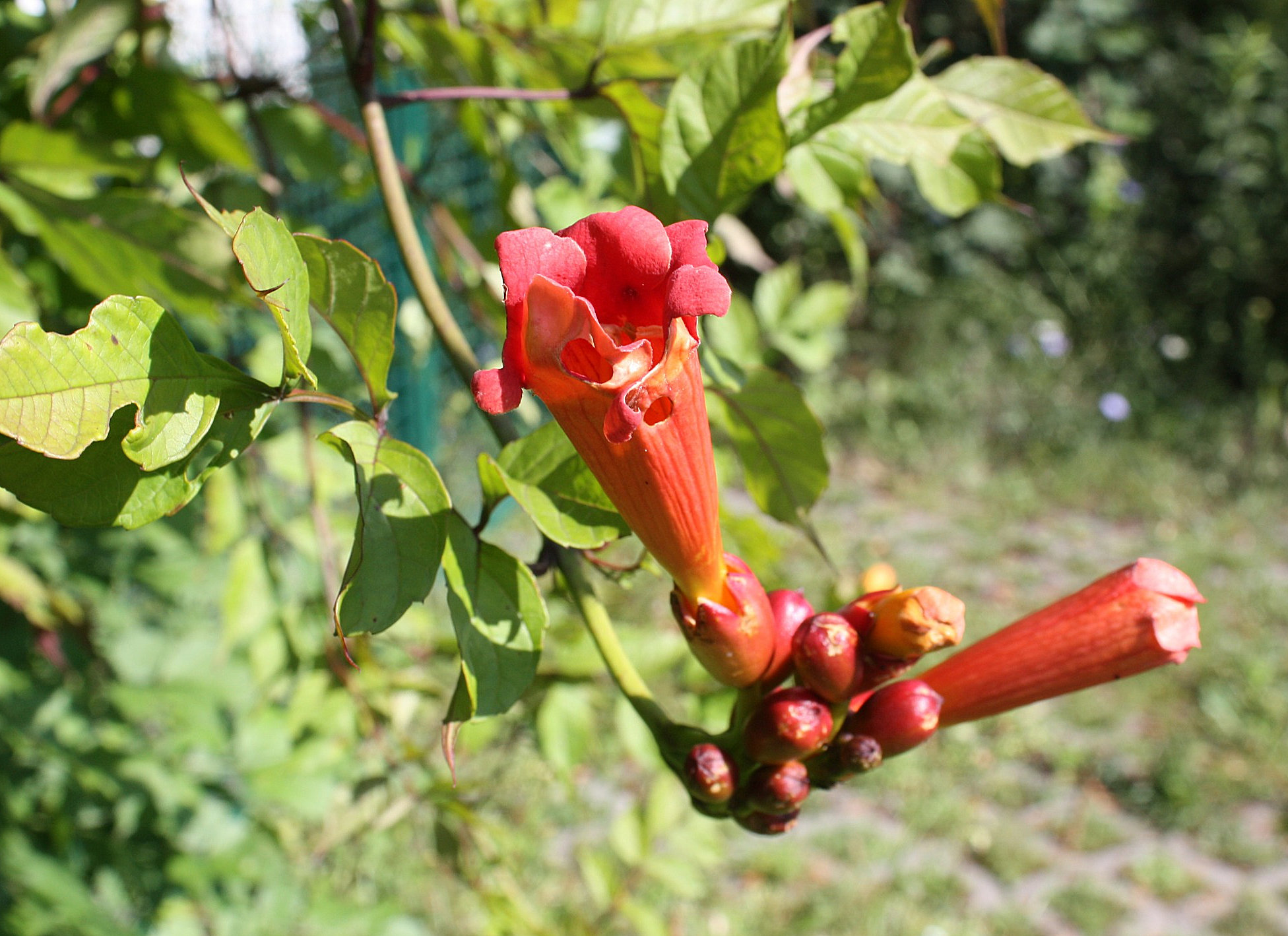
Квітка деформована на стадії пуп'янка

Хворобами майже не уражується. Інколи квіти і пуп'янки можуть обліпити колонії попелиці. Довгоносики згризають молоді пуп'янки, шкідники зрідка пошкоджують краї пелюсток. Бувають випадки ураження борошнистою росою, грибкової інвазії на листі.

## Галерея

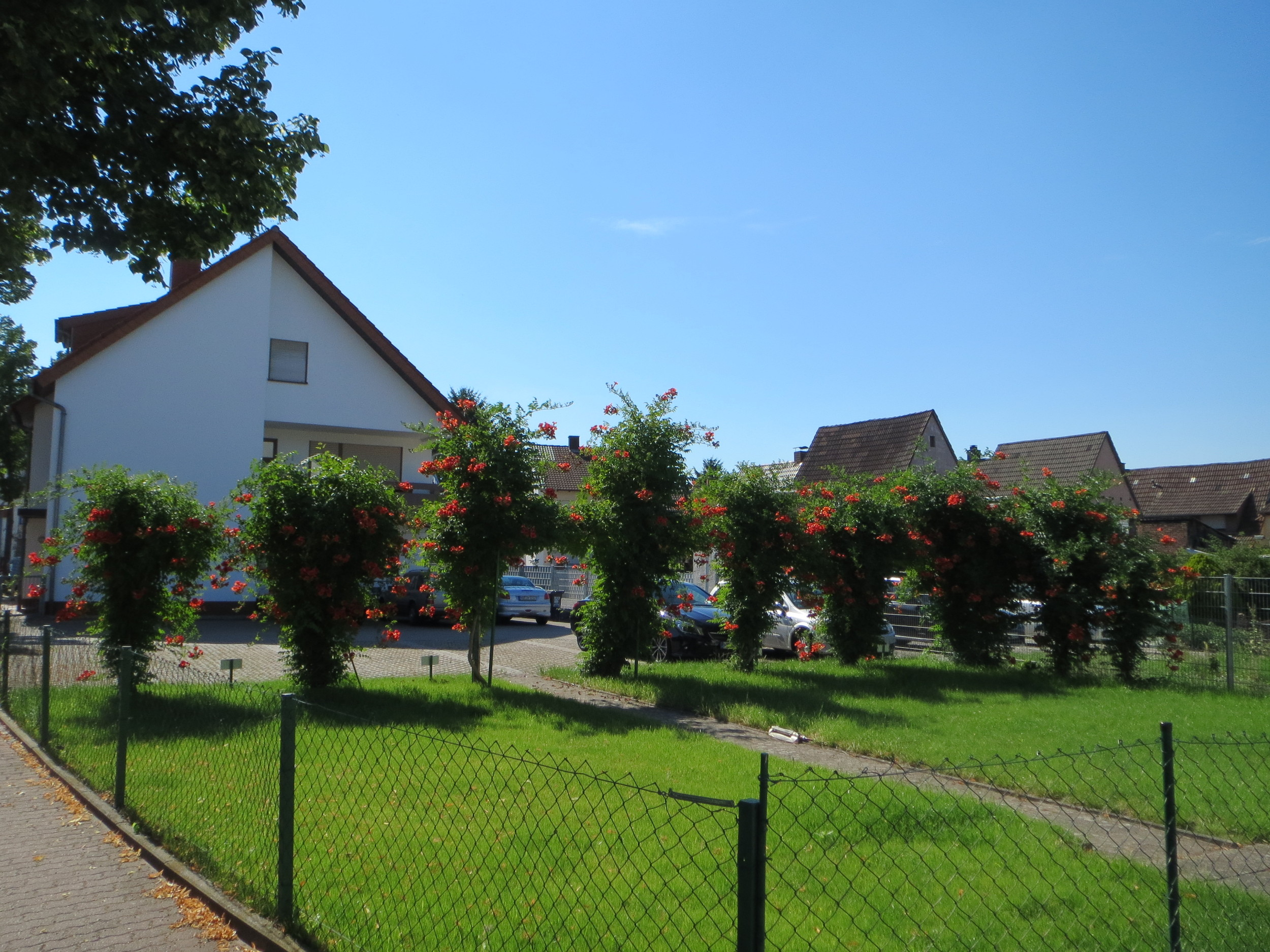
Формування у вигляді чагарника
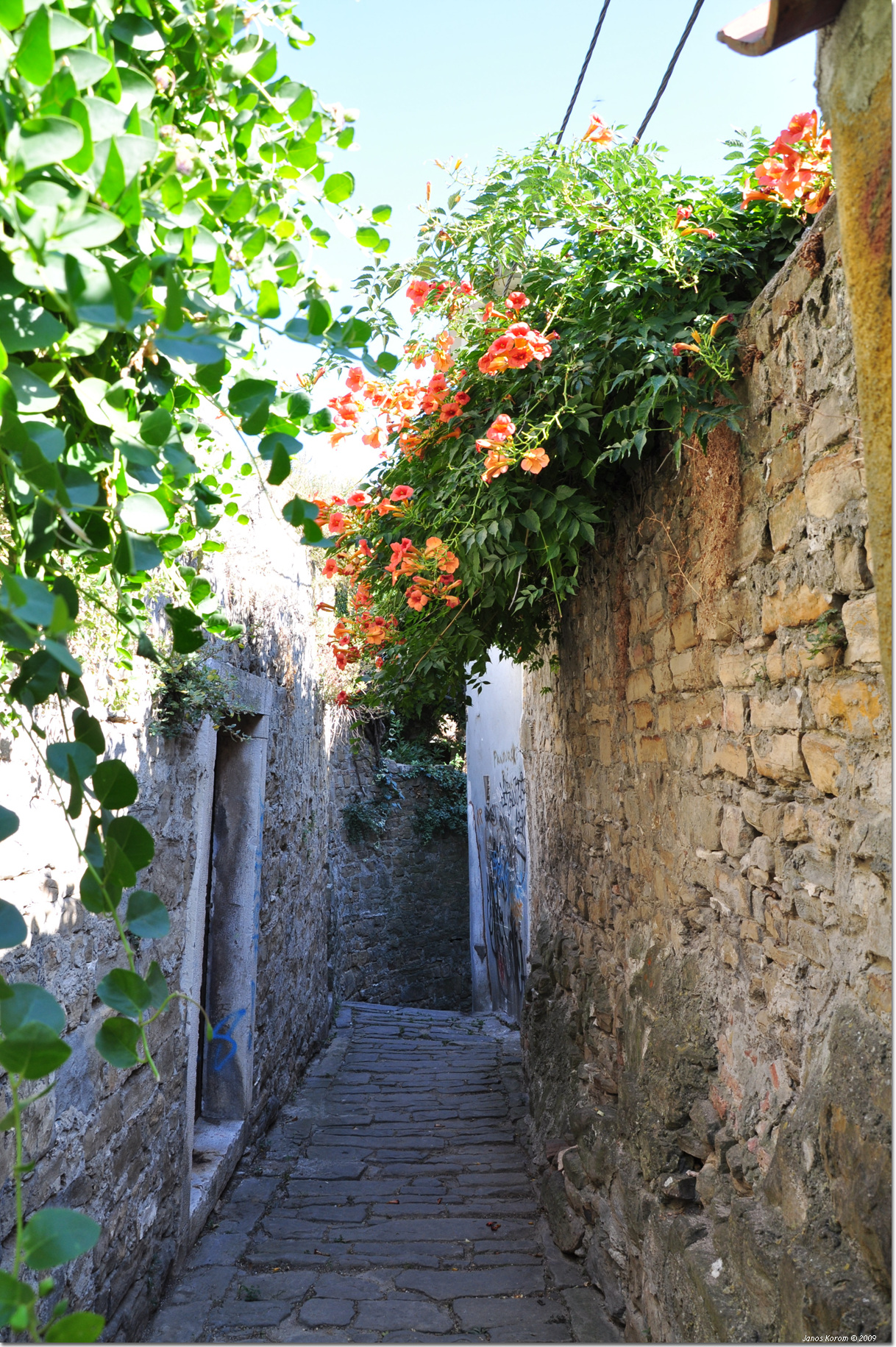
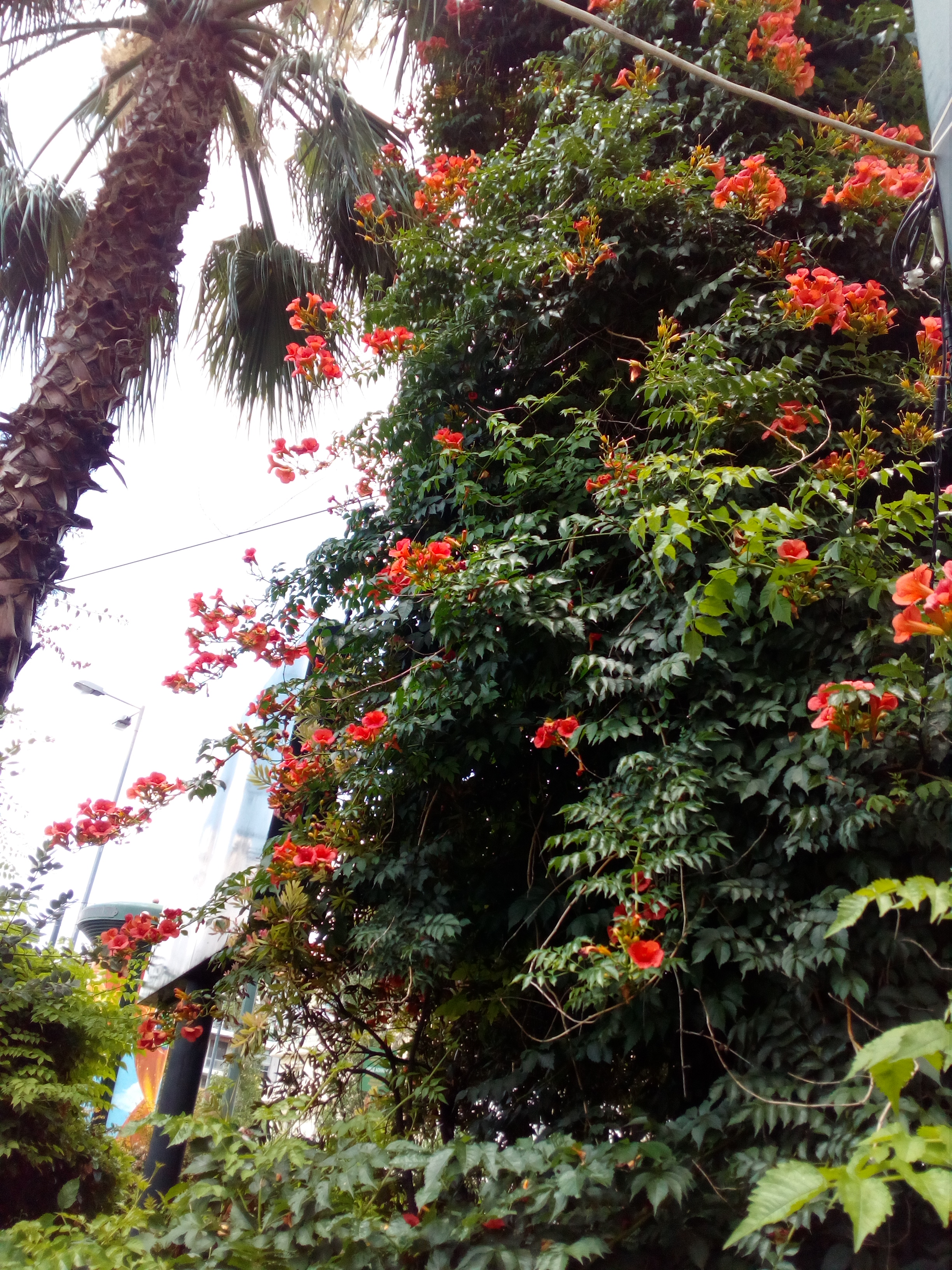
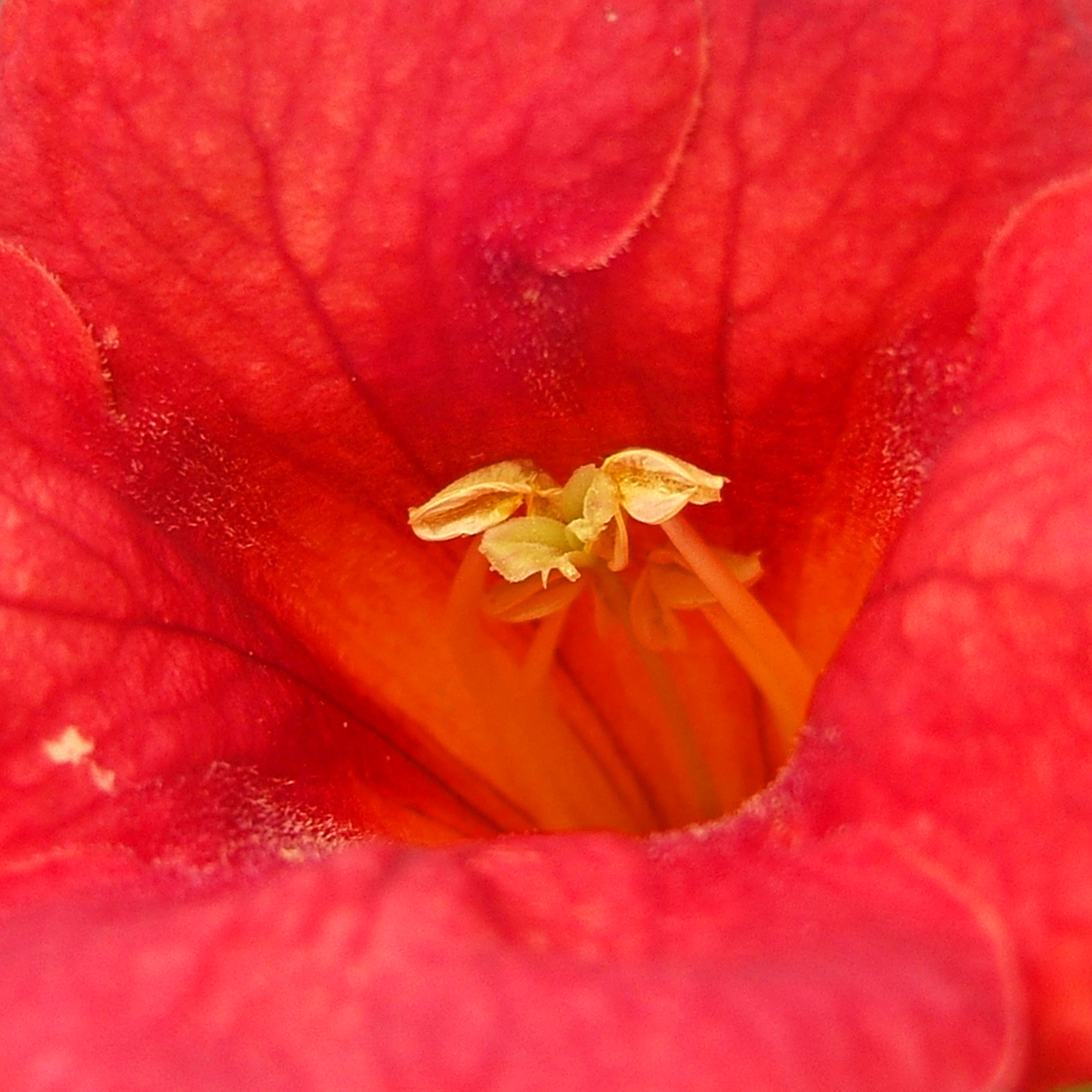
Назва "кампсис" - через скручені тичинки, з грецької κάμψη (скручування, згинання)
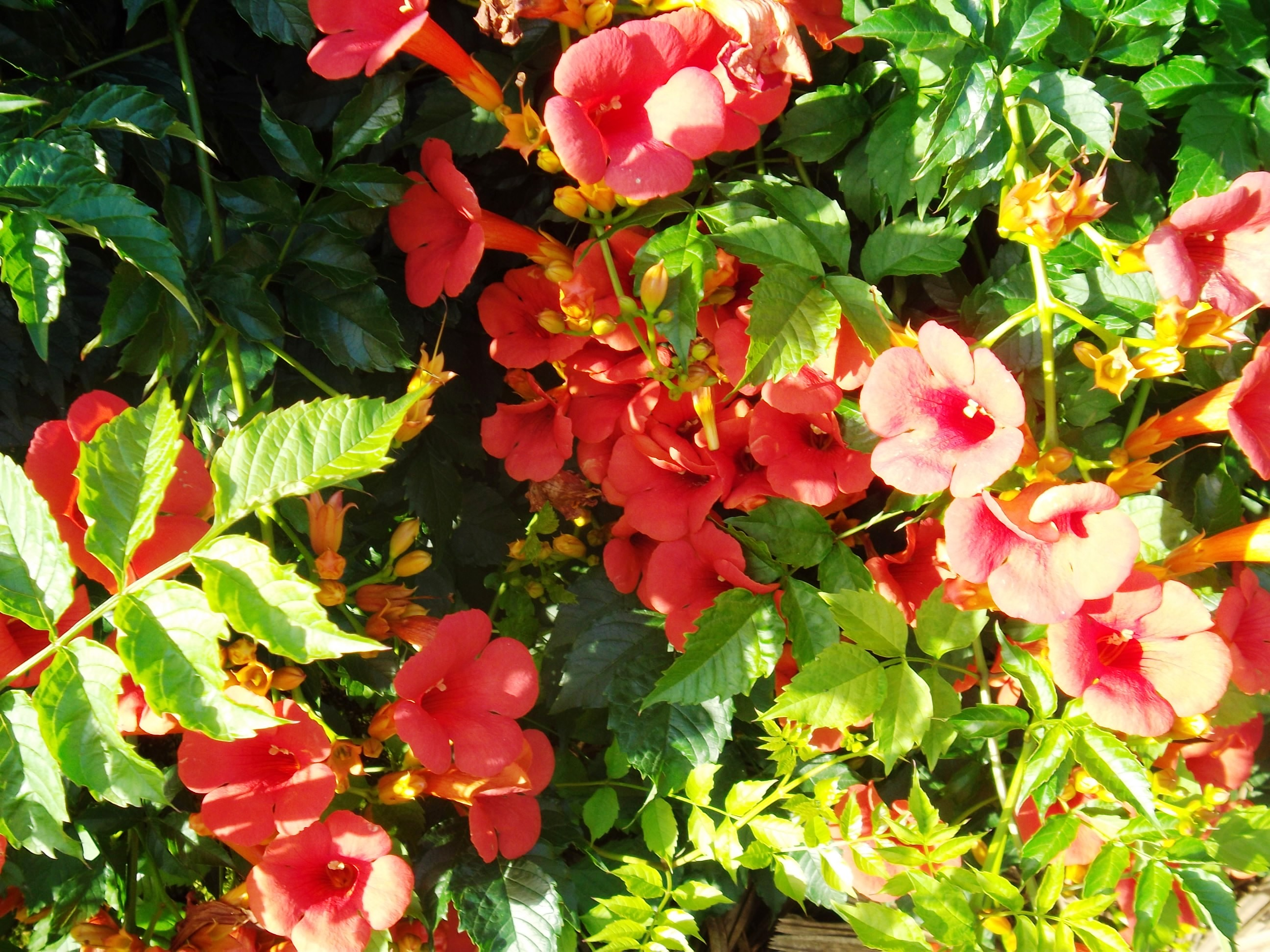
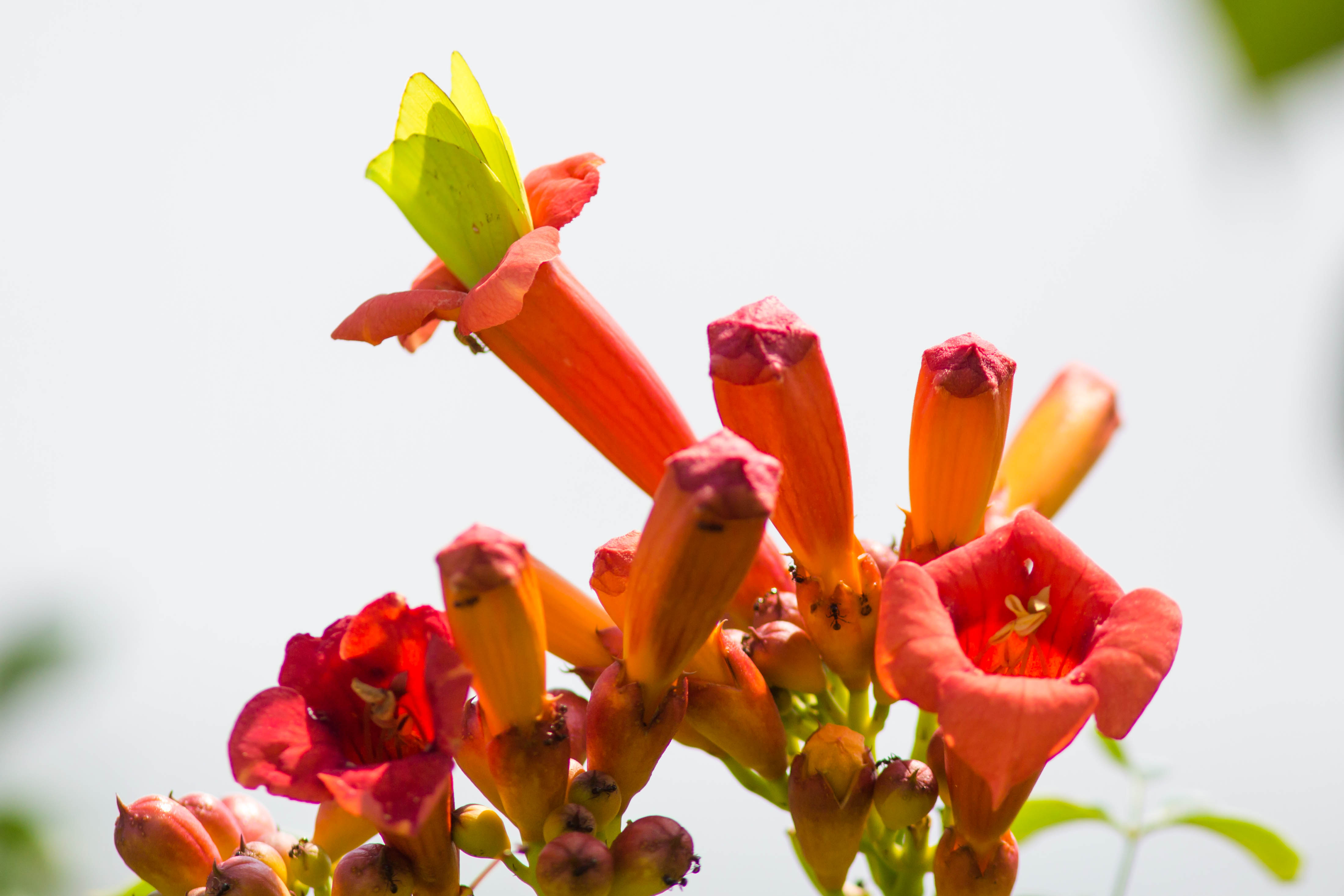
Метелик на квітці
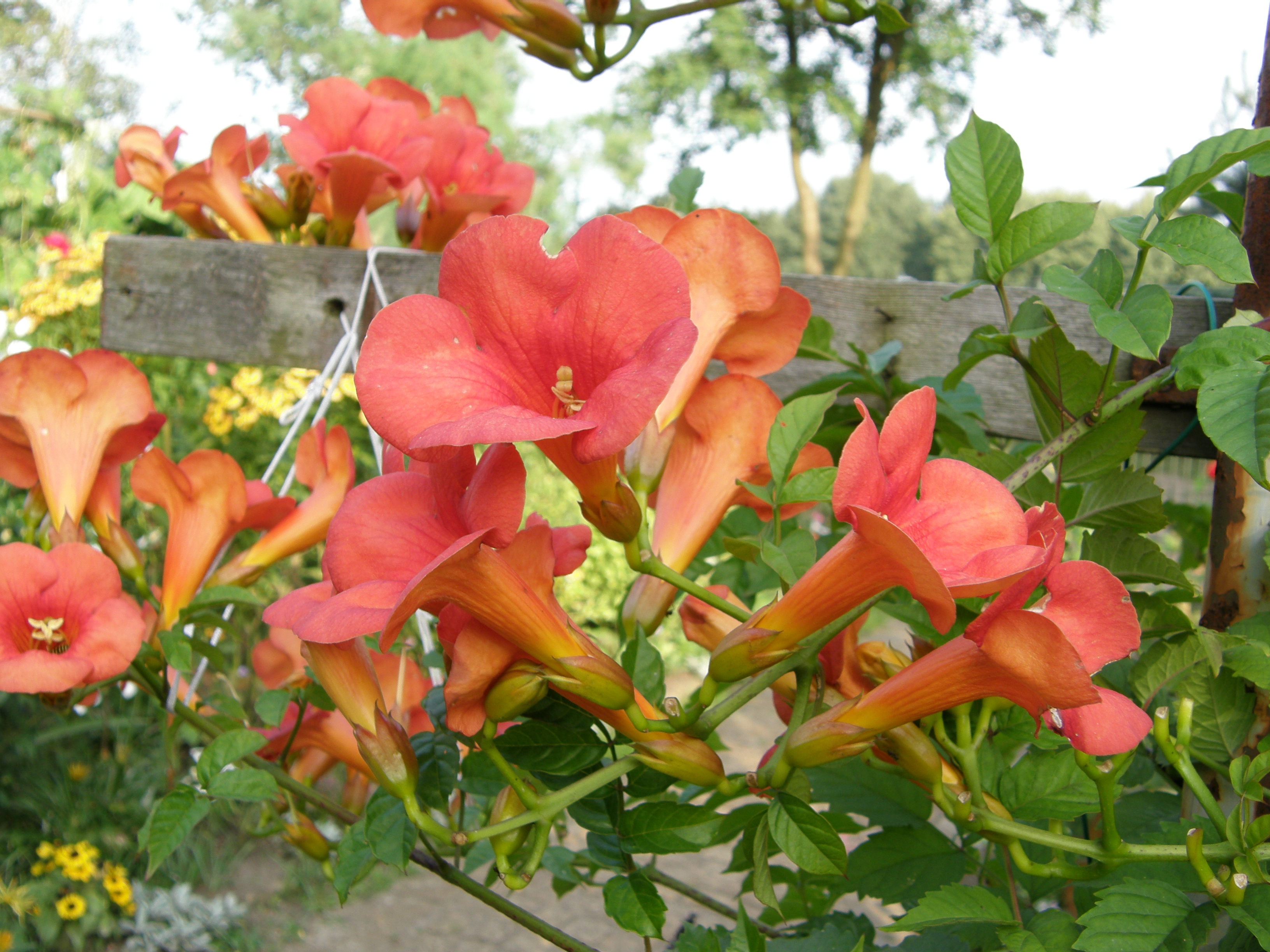
Суцвіття кампсиса гібридного